# Swiss Cottage (Metropolitan Line)

Übersicht der geschlossenen Stationen zwischen Baker Street und Finchley Road

Swiss Cottage ist eine geschlossene Station der London Underground auf der Metropolitan Line. Sie gehört zu einer Gruppe dreier stillgelegter Stationen, die zwischen den heutigen Stationen Baker Street und Finchley Road lagen. Die beiden anderen sind Lord’s und Marlborough Road.
Die Station wurde am 13. April 1868 als Endstation der Strecke von Baker Street aus eröffnet. Das Stationsgebäude befand sich an der Kreuzung von Finchley Road und Avenue Road. Am 30. Juni 1879 erfolgte die Verlängerung der Strecke nach Willesden Green.
Zur Beschleunigung der Metropolitan Line wurde die Station allerdings am 17. August 1940 aufgegeben, nachdem bereits am 20. November 1939 eine gleichnamige Station des Stanmore-Zweigs der Bakerloo Line (heute ein Teil der Jubilee Line) eröffnet worden war. Das Zugangsgebäude wurde zugunsten einer Verbreiterung der über der Station verlaufenden Straße abgerissen. Die Station dient heute als Notausstieg, für den auf beiden Seiten der Strecke kurze Bahnsteige für die Evakuierung des Zuges durch den Führerstand errichtet wurden.